# 6737 Okabayashi
6737 Okabayashi eller 1993 ER är en asteroid i huvudbältet som upptäcktes den 15 mars 1993 av de båda japanska astronomerna Kazuro Watanabe och Kin Endate vid Kitami-observatoriet. Den är uppkallad efter den japanska astronomen Shigeki Okabayashi.
Asteroiden har en diameter på ungefär 4 kilometer.